# 코시체 4구

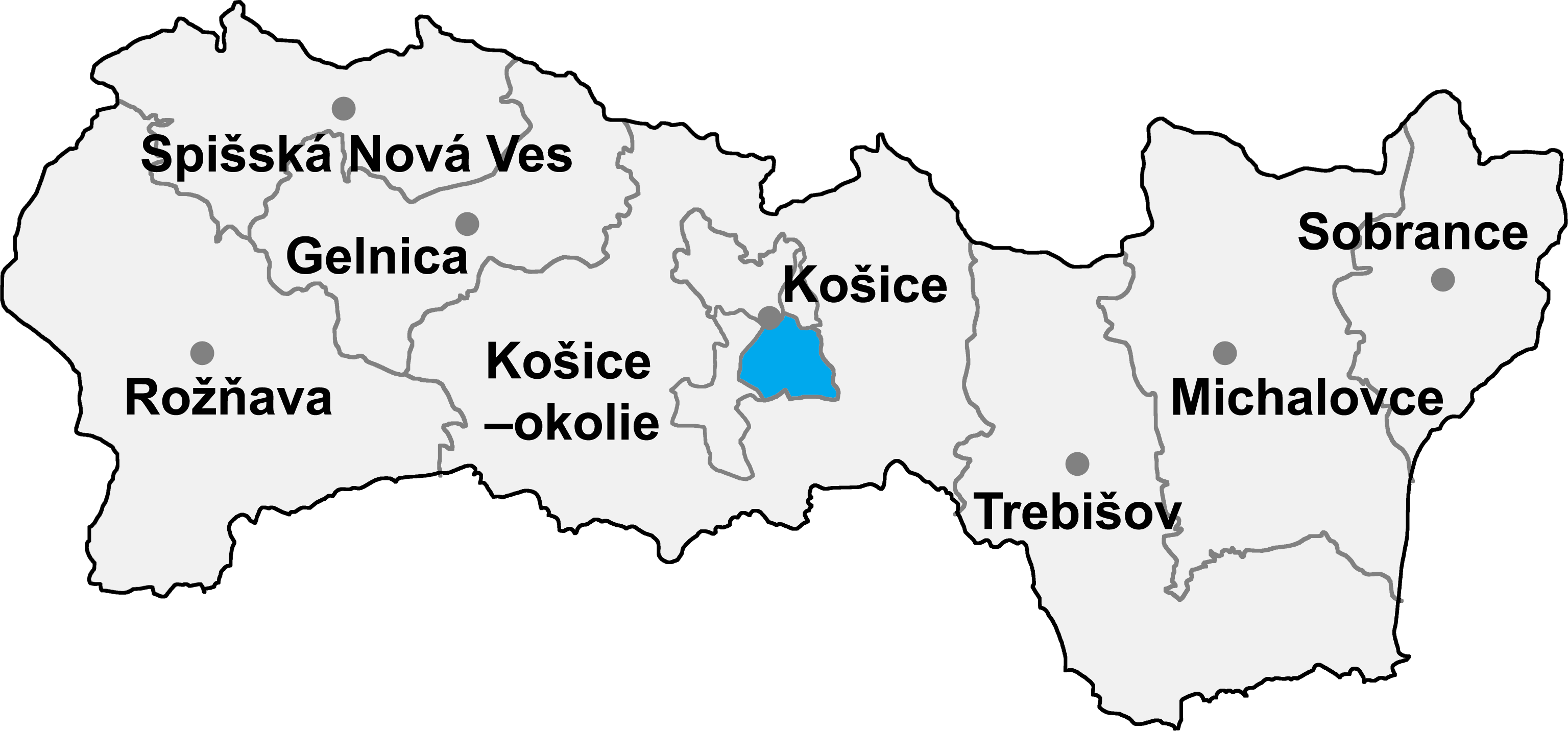
코시체 4구의 위치

코시체 4구(슬로바키아어: Okres Košice IV)는 슬로바키아 코시체주를 구성하는 11개 구 가운데 하나로 면적은 60.89km2, 인구는 59,729명(2014년 기준), 인구 밀도는 980.93명/km2이다. 코시체에 속하는 6개 지방 자치체를 관할한다. 남쪽과 동쪽으로는 코시체오콜리에구와 접하며 북쪽으로는 코시체 3구, 북서쪽으로는 코시체 1구, 서쪽으로는 코시체 2구와 접한다.